# مارك فاونتن
مارك فاونتن (بالإنجليزية: Mark Fountain) هو منافس ألعاب قوى أسترالي، ولد في 10 مارس 1982.

## وصلات خارجية
- مارك فاونتن على موقع الاتحاد الدولي لألعاب القوى (الإنجليزية)
- مارك فاونتن على موقع النتائج التاريخية لألعاب القوى الأسترالية (الإنجليزية)
- مارك فاونتن على موقع اتحاد ألعاب الكومنولث (مؤرشف) (الإنجليزية)